# Y a pas le feu
Pour plus de détails, voir Fiche technique et Distribution.
Y'a pas le feu... est un film français réalisé par Richard Balducci et sorti en 1985.

## Synopsis
Un pyromane sévit autour d'un village du midi de la France. Le maire s'efforce d'enrôler des pompiers volontaires.

## Fiche technique
- Réalisation : Richard Balducci
- Scénario : Dominique Sambourg, Richard Balducci
- Production : Japhila Production
- Musique : Gérard Blanchard, Gérard Lévy
- Photographie : Laurent Dailland
- Genre : comédie
- Montage : Michel Valio
- Durée : 79 minutes
- Date de sortie : 5 juin 1985 (France)
- Affiche : Léo Kouper (France)

## Distribution
- Henri Génès : le maire
- Hubert Deschamps : le curé
- Philippe Klébert : un pompier
- Pascal Mandoula : un pompier
- Manault Didier : un pompier
- Éric Missoffe : Un pompier
- Françoise Blanchard : Juliette

## Critique
Pour Nanarland, « Y'a pas le feu est une sorte d'apothéose du non-film, dont on peine à croire qu'il ait été mis en scène par un spécialiste de la comédie ».
La chanson du générique Gabriel le pyromane par Gérard Blanchard a rencontré un certain succès à l'époque.